# マイケル・ハー
マイケル・ハー（Michael Herr, 1940年4月13日 - 2016年6月23日）は、アメリカ合衆国のノンフィクション作家、従軍記者、脚本家。ベトナム戦争を題材にしたノンフィクション『Dispatches』（1977年）の著者として知られる。

## 来歴・人物
ケンタッキー州レキシントンに生まれ、ニューヨーク州シラキュースで育った。ユダヤ系で、親は宝石商を営んでいた。シュラキース大学で学んだ。
1967年から1969年まで『エスクァイア』の特派員としてベトナム戦争を取材した。この時の体験を元にして1977年に『Dispatches』を出版。
同書は『ニューヨーク・タイムズ・ブックレビュー』によって「ベトナム戦争について書かれたものの中で最も優れた作品」と書かれ、『ガーディアン』が2011年に編んだ「ノンフィクション・ベスト100」のジャーナリズム部門に選ばれた。ニュージャーナリズム作品として高い評価を得た。作家のジョン・ル・カレも「同時代の人々と戦争を描いた本で、私が読んだ中で最良の本だ」と評した。日本においては村上春樹が邦訳の刊行前にいちはやく取り上げ、「文章自体もアメリカの新しい散文とでも言うべきビートのきいた知性的な文章である。何よりもからりと渇いたユーモアが素晴しい」と書き記した。
1977年にミュージシャンのテッド・ニュージェントのツアーに同行し、その時の体験を翌年の『Crawdaddy』に寄稿した。
フランシス・フォード・コッポラ監督の『地獄の黙示録』（1979年）のナレーションを担当。また、スタンリー・キューブリック監督の『フルメタル・ジャケット』（1987年）の脚本をキューブリック、原作者のグスタフ・ハスフォードとともに書いた。
2016年6月23日、ニューヨーク州デラウェア郡デリーで死去した。76歳没。

## 著書
- Dispatches. Knopf. (1977). ISBN 0-679-73525-9
  - 増子光 訳『ディスパッチズ―ヴェトナム特電』筑摩書房、1990年12月。ISBN 978-4480831125。
- Walter Winchell: A Novel. Vintage. (August 1991). ISBN 0-679-73393-0
- Kubrick. Grove. (June 2000). ISBN 0-8021-3818-7